# Chevrolet Series BA
Chevrolet Series BA – samochód osobowy wyprodukowany pod amerykańską marką Chevrolet w 1932 roku.

## Galeria

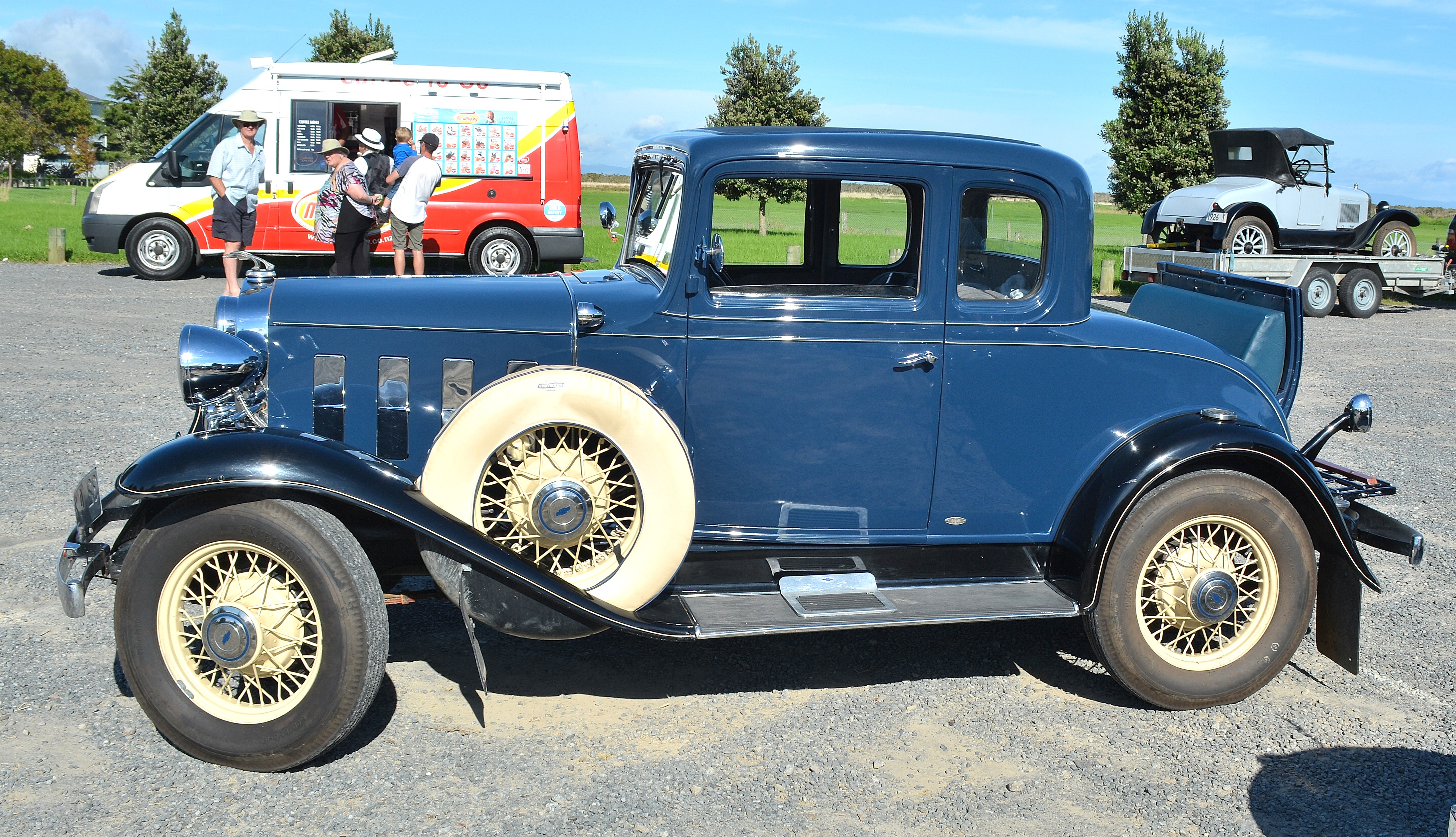
Chevrolet Series BA - profil
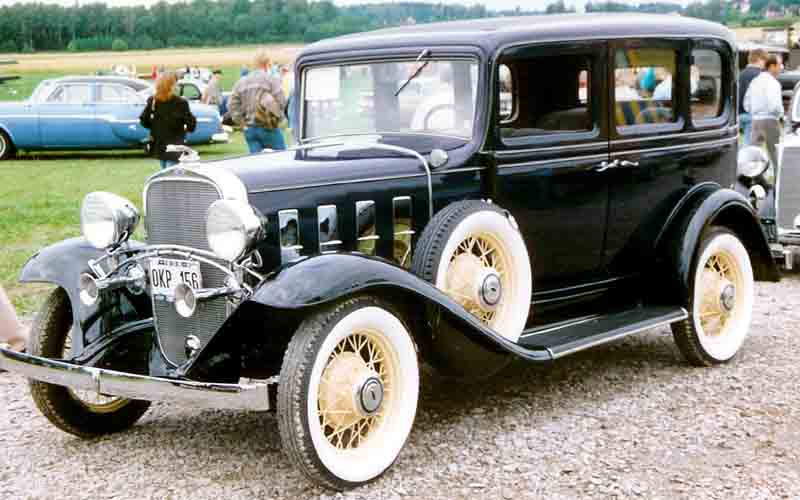
Chevrolet Series BA Touring